# Dziennik z Morza Corteza

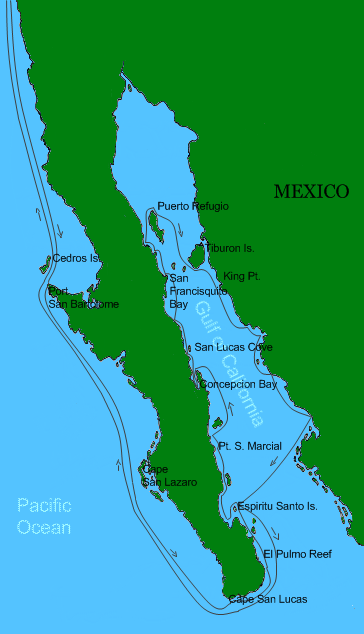
Trasa Steinbecka i Rickettsa wokół Zatoki Kalifornijskiej zapisana w Dzienniku z Morza Corteza

Dziennik z Morza Corteza (ang. The Log from the Sea of Cortez) – powieść autorstwa Johna Steinbecka z 1951.
Autor studiował w młodości biologię morza na Uniwersytecie Stanforda, chociaż nie uzyskał tam żadnego stopnia naukowego. Z czasem stał się donatorem oraz współpracownikiem uczelnianego Laboratorium Biologii Pacyfiku, założonego przez jego przyjaciela, hydrobiologa, Eda Rickettsa (1897-1948). Wspólnie z nim wyruszył w 1940 na sześciotygodniową wyprawę po Zatoce Kalifornijskiej, dawniej Corteza. Punktem wyjścia było Monterrey, a przedmiotem zbiórka okazów fauny morskiej dla laboratorium.
Zapisem tej podróży był Dziennik..., w którym autor wyłożył podstawy swojej filozofii życiowej. Oprócz tego szczegółowo, z dużą precyzją faktograficzną, opisał przygotowania do wyprawy, codzienne życie na kutrze, czy studiowanie map morskich. Zrelacjonował rozmowy z napotkanymi ludźmi, problemy z urzędnikami, kłopoty ze sprzętem i techniką, a także zbieranie i konserwowanie okazów. Wykazał się ogromną wrażliwością na świat przyrody, zróżnicowanie ludzkich kultur i światopoglądów, a także odkrył wiele prawd o świecie. Morze stało się w tej powieści metaforą świata.